# Solmser Schloss
Das Solmser Schloss (auch Solmssches Schloss) ist eine Schlossanlage der Grafen von Solms-Lich in Butzbach im Wetteraukreis in Hessen.

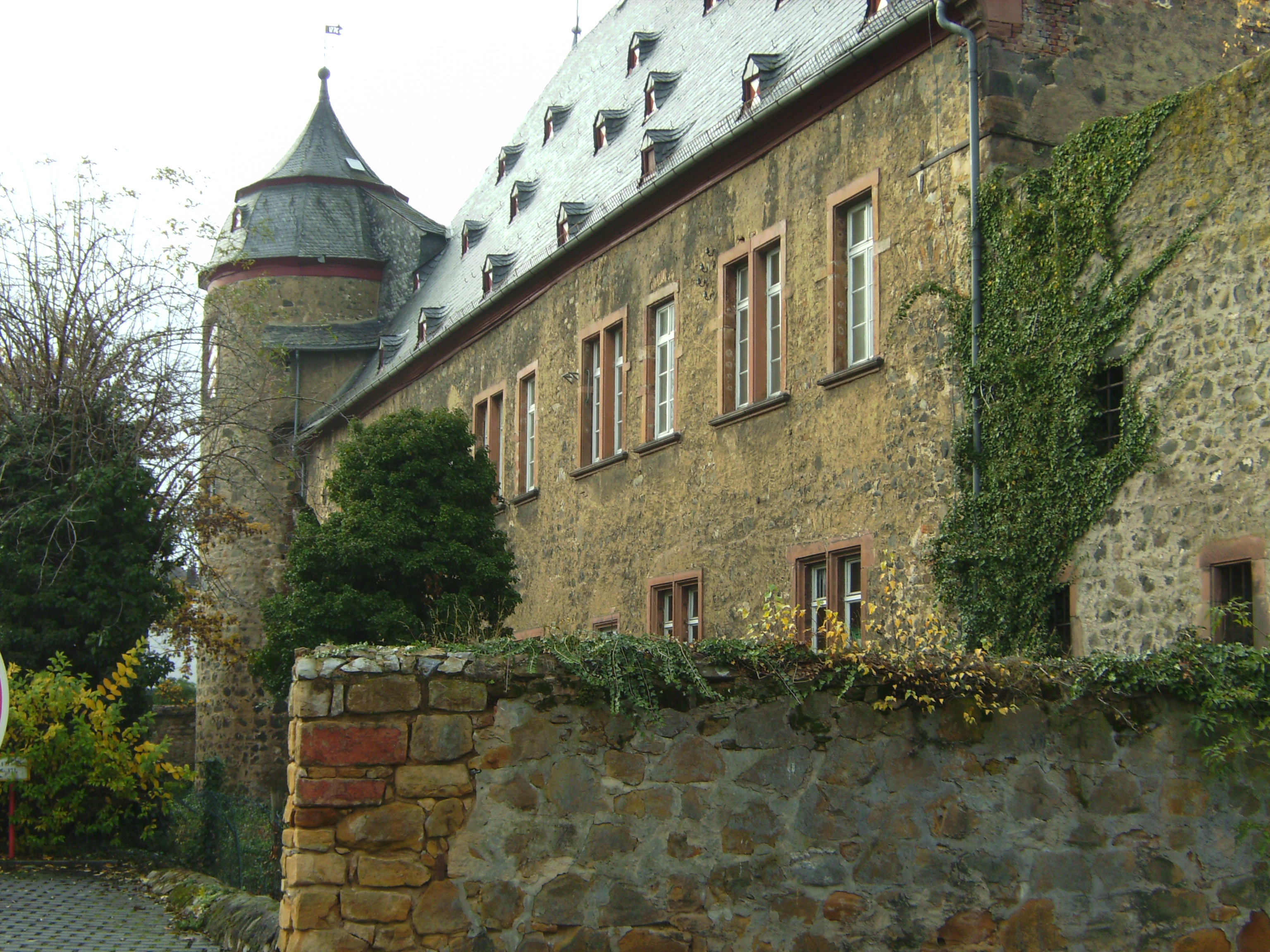
Ansicht des Solmser Schlosses, Rückseite mit Rundturm.

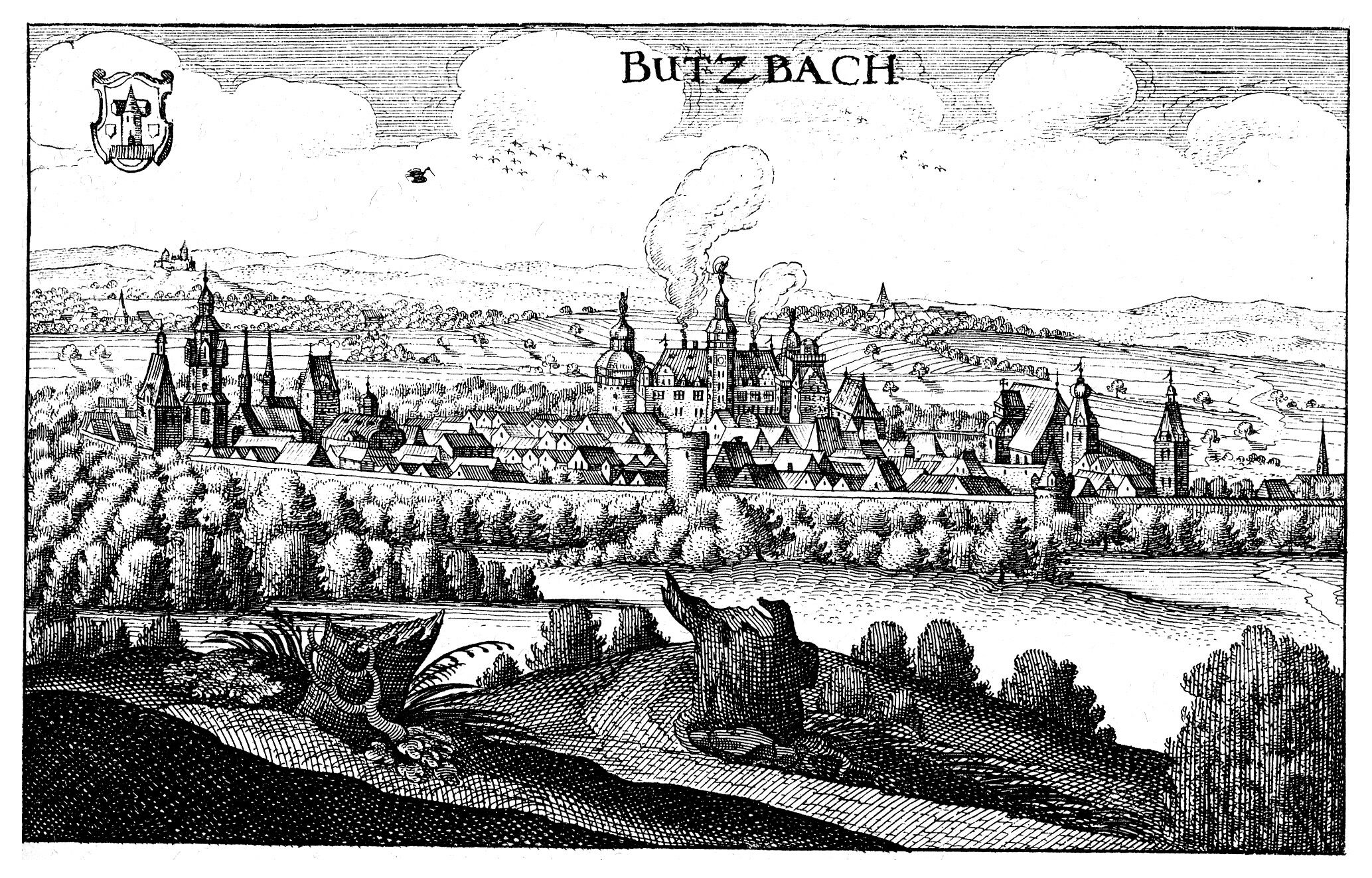
Stadt und Schloss Butzbach 1646 in der Topographia Hassiae des Matthäus Merian. Rechts im Bild das Solmser Schloss, erkennbar an dem Turm und dem Mittelrisaliten

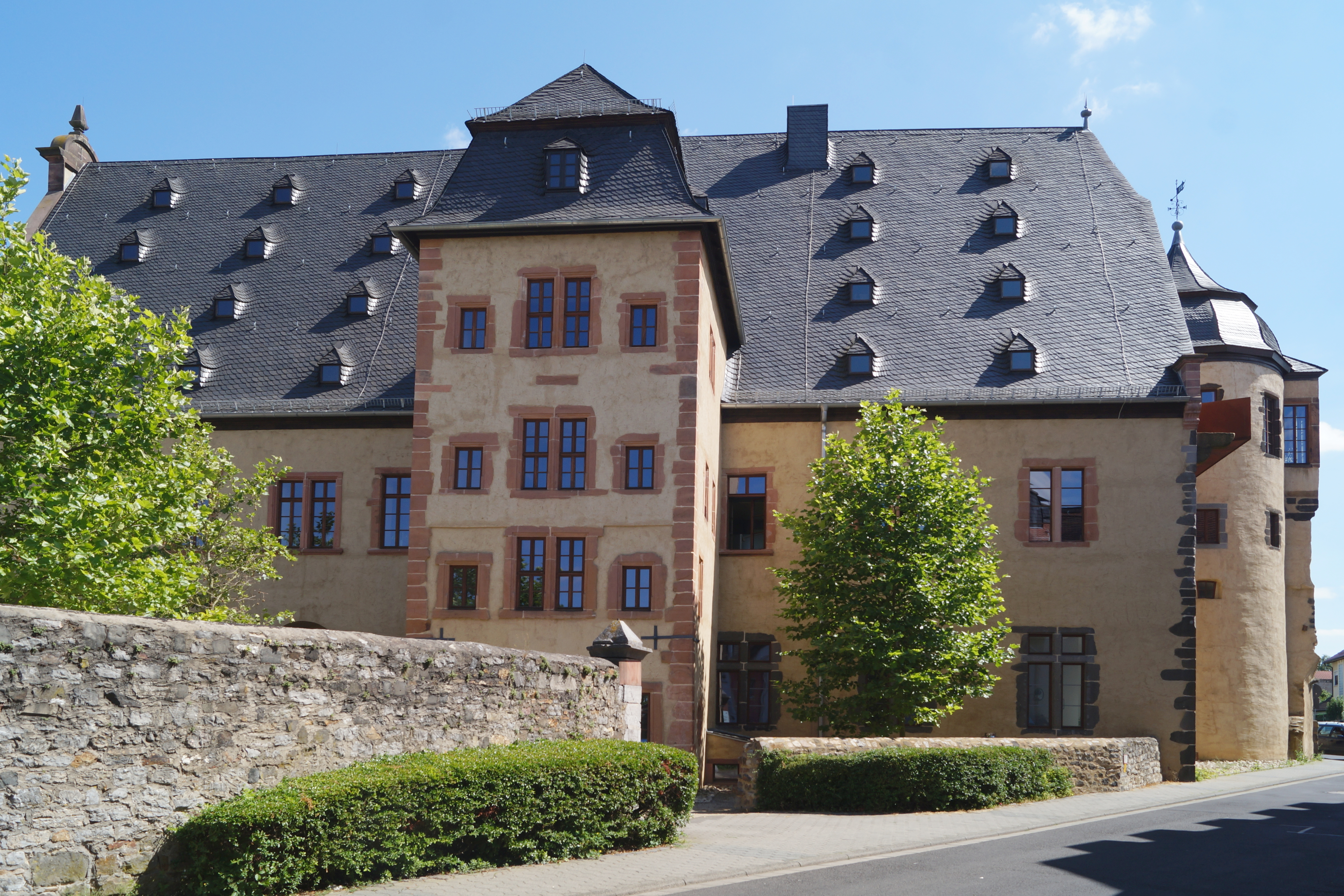
Gegenüberliegende Seite mit Eingangsrisalit.

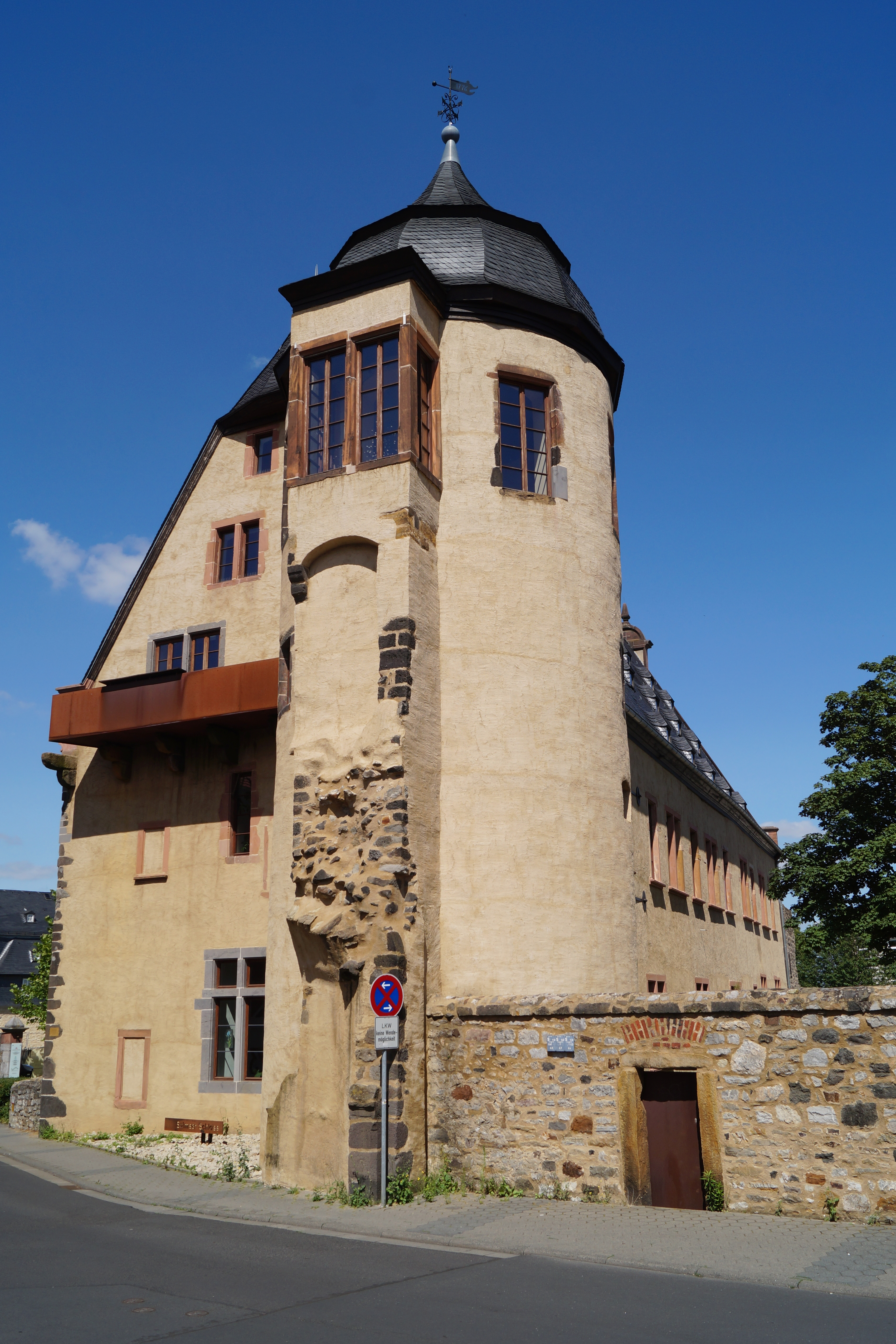
Südwestseite mit anschließender Stadtmauer

## Geschichte
Beide Schlösser in Butzbach, sowohl das landgräfliche, als auch das Solmser Schloss entstanden auf dem Gelände einer früheren Burganlage am südöstlichen Rand der Butzbacher Altstadt. Der Ort wurde 773 erstmals urkundlich genannt und entstand nahe den Resten eines römischen Kastells an einer Weggabelung mehrerer Altstraßen, unter anderem der Weinstraße und der Lange Hessen. Nicht gesichert ist, ob diese Wasserburg in Stadtlage (Stadtburg) auf die 1243 genannten Niederadligen von Buetsbach, Gefolgsleute der Herren von Hagen-Münzenberg, zurückgeht oder erst später von den Falkensteinern angelegt wurde, welche die Münzenberger beerbten.
1321 erhielt Philipp IV. von Falkenstein für den Ort Stadtrechte und ließ eine Befestigungsanlage errichten. Mit dem Erlöschen der Falkensteiner 1418 fiel Butzbach an die Herren von Eppstein, jeweils zur Hälfte an „von Eppstein-Münzenberg“ und von „Eppstein-Königstein“. In der Folge wurde der Besitz weiter geteilt. Noch im 15. Jahrhundert verkaufte die Münzenberger Linie ein Viertel an die Grafschaft Katzenelnbogen, welches 1479 an Hessen fiel, sowie ein weiteres Viertel an Graf Otto von Solms-Braunfels. Die Königsteiner Linie verkaufte 1479 ein Viertel an Solms-Lich, ihr letztes Viertel erst 1595 an Hessen-Marburg.
Die ehemals in die Stadtmauer einbezogenen Teile der mittelalterlichen Burg dürften zu diesem Zeitpunkt schon weitgehend verfallen sein. Um 1462 ließ Werner von Eppstein-Münzenberg neben dem südlichen Tor der Stadtmauer einen großen Fruchtspeicher errichten, der 1479 an die Grafen von Solms kam. Sie ließen ihn repräsentativ umbauen und im Stil der Zeit durch einen wehrhaften Rundturm ergänzen. Das so entstandene Solmser Schloss diente in der Folge als Amts- und Witwensitz, als letzteres nachweisbar 1524 und 1555.
Während des Dreißigjährigen Krieges verloren die Grafen von Solms-Lich und Solms-Braunfels vorübergehend ihren Anteil an Butzbach, da sie beim Kaiser in Ungnade gefallen waren. Das Schloss fiel zunächst an Philipp III. von Hessen-Butzbach, nach seinem Tod an die Landgrafschaft Hessen-Darmstadt. Von 1648 bis zum endgültigen Verkauf an Hessen-Darmstadt 1741 wurde es von der Linie Solms-Braunfels als Verwaltungssitz und wiederum als Fruchtspeicher genutzt. Nach einer Renovierung 1876–79 zog hier das Amtsgericht Butzbach ein.

## Anlage
Das Schloss ist ein zweigeschossiger Rechteckbau, dessen Rückseite an die Stadtmauer angelehnt ist. Ein viergeschossiger Rundturm der Stadtmauer ist in das Schloss integriert. Der äußerlich recht schlichte Renaissancebau besitzt einen aufwändigen Innenausbau. Nach älteren Überlegungen besaß das Gebäude auf jedem Stockwerk lediglich zwei große Säle, was außen durch die Anordnung der Fenster unterstützt wird. Tatsächlich dürfte aber im 16. Jahrhundert eine andere Raumaufteilung bestanden haben. Eine genaue Untersuchung der Bausubstanz wird erst mit einer notwendigen Sanierung des Gebäudes möglich werden.
Besonders sehenswert an der Innengestaltung ist das renaissancezeitliche Treppenhaus, welches sich im Eingangsrisalit befindet. Es enthält Inschriften eines Humanisten, die noch nicht vollständig entschlüsselt sind.